# 10 тисяч років до нашої ери (фільм)
«10 000 років до нашої ери» (англ. «10,000 BC») — фільм режисера Роланда Еммеріха. Прем'єра в США відбулася 7 березня 2008 року, в Україні — 20 березня 2008.
Сюжет показує пригоди первісного мисливця Д'леха, який прагне визволити своє плем'я, забране в рабство. Фільм спирається на гіпотезу про те, що на території Єгипту існувала високорозвинена цивілізація ще за 10000 років до н. е., коли й відбуваються події фільму.

## Сюжет
Наприкінці останнього льодовикового періоду біля гір живе плем'я Ягалів. Шаманка племені віщує прихід «чотириногих демонів», які принесуть багато нещасть племені, але це ознаменує початок нової ери, коли Ягали більш не знатимуть голоду. Молодий мисливець на мамутів Д'лех під час полювання випадково вбиває мамута, чим здобуває визнання. Скоро на плем'я нападають невідомі вершники та забирають із собою Ягалів, в їх числі й кохану Д'леха Еволетт. Тільки Д'лех з малою групою мисливців уникнув полону і вирушає в подорож визволити плем'я.
Пройшовши через гори, Д'лех з супутниками опиняється в лісі, де майже наздоганяє решту Ягалів, та їх розділяє напад фороракосів. Врешті він падає в пастку, куди також потрапив шаблезубий тигр, і визволяє звіра.
Д'лех приходить в пустельне селище місцевого племені. На селище нападає врятований тигр, якого Д'лех впізнає і наказує йти геть. Побачивши це, аборигени приймають Д'леха з почестями, оскільки мають пророцтво, що людина, яка говорить з тигром, звільнить і їхній народ від «чотириногих демонів». Мисливець дізнається, що його батько, який колись покинув плем'я, був у цих краях, бажаючи швидше здійснити пророцтво шаманки. Д'лех збирає інші племена, яких гнітять «демони», але дорогу перетинає річка Ніл, якою везуть полонених на човнах. Шукаючи обхід, військо кілька днів блукає пустелею, поки не знаходить місце будівництва єгипетських пірамід, куди і звозять для рабської праці захоплених у полон. Д'лех, побачивши скільки людей мають єгиптяни, сумнівається чи вдасться їх перемогти.
Тоді мисливець вирішує підняти серед рабів повстання і вночі прокрадається в табір. Від сліпця Д'лех дізнається про страх фараонів і жерців — знак мисливця. З його мови стає зрозуміло, що цим знаком є спис батька Д'леха. Тим часом жерці єгиптян помічають на руці Еволетт шрами, форма яких нагадує їм знак мисливця і провіщує скорий кінець їхньої влади.
В домовлений час раби випускають залучених до будівництва пірамід мамутів. Користуючись хаосом, вони починають повстання і зібране Д'лехом військо вривається в місто. Жерці пропонують Д'леху відпустити Еволетт, якщо його воїни складуть зброю. Кидком списа Д'лех вбиває фараона, а решта людей штурмують царський палац. Корабель, на якому жерці думали втекти, спалюють. Д'лех, щойно возз'єднавшись з Еволетт, втрачає її, коли їй у спину потрапляє стріла. Проте шаманка Ягалів повертає дівчині життя. Ягали повертаються додому, де в долині сіють зібране батьком Д'леха насіння, стаючи землеробами. Так здійснюється пророцтво про те, що Ягали більше не знатимуть голоду.

## У ролях
- Стівен Стрейт — Д'лех (англ. D'Leh) — молодий мисливець на мамутів
- Камілла Белль — Еволетт (англ. Evolet) — кохана Д'леха
- Кліфф Кертіс — Тік-Тік (англ. Tic'Tic) — наставник і друг Д'леха
- Джоел Верджіл — Накуду (англ. Nakudu) — вождь племені Наку
- Бен Бадра — лідер «чотириногих демонів»
- Мо Зайнал — Ке-Рен (англ. Ka'Ren)
- Натаніель Берінг — Баку (англ. Baku)
- Ріс Річі — Моха
- Омар Шариф — оповідач

## Касові збори
Під час показу в Україні, що розпочався 20 березня 2008 року, протягом перших вихідних фільм демонстрували на 55 екранах, що дозволило йому зібрати $389,253 і посісти 1 місце в кінопрокаті того тижня. Фільм опустився на другу сходинку українського кінопрокату наступного тижня, хоч досі демонструвався на 55 екранах і зібрав за ті вихідні ще $162,183. Загалом фільм в кінопрокаті України пробув 9 тижнів і зібрав $902,858, посівши 18 місце серед найбільш касових фільмів 2008 року.

## Оцінки й відгуки
Фільм, попри непогані касові збори, отримав низькі оцінки критиків: 9 % на Rotten Tomatoes і 5,1 з 10 на IMDb.
Пітер Бредшоу із «The Guardian» відгукнувся, що фільму бракує оригінальності і він забагато уваги приділяє вигляду персонажів. «Є кілька дуже хороших елементів декору, але це надто вторинно і особливо нікчемно виглядає порівняно з набагато кращим „Апокаліпто“ Мела Гібсона».
Пол Арендт для BBC писав, що «„10 000 років до нашої ери“ — це навіть дурнуватіше, ніж звучить. Звичайно, Еммеріх грає прямо, змальовуючи від імені Омара Шарифа грандіозну міфічну розповідь і наводячи камеру у стилі Пітера Джексона над надзвичайно мінливим ландшафтом, коли наша героїчна група гуляє від льодовика до тропічного лісу та пустелі, не маючи нічого іншого, крім перекусу з мамонтятини. Фільм оживає лише в випадках боїв, які мають шарм Гаррігаузенових істот минулих років. І якщо у вас є терпіння просидіти нудний другий акт, де є трохи борюкання хоботів та бивнів. Візьміть туди з собою дітей; якщо ви не хочете, щоб вони виросли палеонтологами».
Тодд Маккарті з «Variety» стверджував: «Як і в „Апокаліпто“ та „Мільйон років до нашої ери“, ядром фільму є тривалий похід у незвідану територію… проте в жодному з численних епізодів фільму Еммеріх не демонструє ніякої майстерності або навіть зацікавленості у ретельній побудові драми, щоб створити очікування або викликати напругу. Як у піраміді, кожна сходинка — це просто ще один невиразний блок, який потрібно додати до того, що вже є. Стається це, потім стається інше — без декорацій, нюансів, витончених нот або художніх прикрас».